# Eugenio Perez
Eugenio Perez (San Carlos, 13 november 1896 – 4 augustus 1957) was een Filipijns politicus. Perez was vele jaren afgevaardigde van Pangasinan in het Filipijns Huis van Afgevaardigden en van 1946 tot 1953 voorzitter van het Huis. Van 1950 tot zijn dood in 1957 was hij president van de Liberal Party

## Biografie
Eugenio Perez werd geboren op 13 november 1896 in San Carlos in de provincie Pangasinan. Hij voltooide een bachelor of Arts aan de University of the Philippines en studeerde daarna rechten aan dezelfde universiteit. Tijdens zijn studietijd werkte hij bij het Bureau of Agriculture en het Executive Bureau. Perez' politieke carrière begon toen hij in 1926 werd gekozen tot gemeenteraadslid van zijn geboorteplaats San Carlos. In 1928 werd hij gekozen voor een eerste termijn als lid van het Filipijns Huis van Afgevaardigden namens het tweede kiesdistrict van Pangasinan. Het was zijn eerste van acht opeenvolgende termijnen. In 1946 stapte Perez over van de Nacionalista Party naar de Liberal Party. De Liberal Party veroverde dat jaar een meerderheid van de zetels in het Huis van Afgevaardigden en Perez werd gekozen tot voorzitter van het Huis. Hij was in die hoedanigheid de belangrijkste politieke bondgenoot in het Huis van president Manuel Roxas en diens opvolger Elpidio Quirino, die beiden ook tot de Liberal Party behoorden. Vanaf 1950 was Perez president van de partij. Hij speelde een belangrijke rol bij de goedkeuring van de Bell Trade Act en de Parity Rights Amendment van de Filipijnse Grondwet. Toen hij door een dalende populariteit van president Quirino door partijgenoten werd gevraagd om zich kandidaat te stellen voor het presidentschap bij de verkiezingen van 1953 weigerde hij. In plaats daarvan was hij campagneleider van Quirino. De presidentsverkiezingen gingen echter verloren en ook in het Huis verloren de Liberals hun meerderheid. Perez, die zelf wel in het Huis werd gekozen, werd hierdoor Minority Leader en bleef in functie tot zijn dood in 1957.

## Privéleven
Perez was getrouwd met de spopraan Consuelo Salazar, met wie hij drie kinderen kreeg. Zijn dochter Victoria was de eerste vrouw van Jose de Venecia, die 35 jaar na Perez ook voorzitter van het Huis van Afgevaardigden werd. Perez is derhalve ook de grootvader van hun oudste zoon Joey de Venecia.